# Сан Валентино ин Кампо (Болцано)
Сан Валентино ин Кампо је насеље у Италији у округу Болцано, региону Трентино-Јужни Тирол.
Према процени из 2011. у насељу је живело 133 становника. Насеље се налази на надморској висини од 1116 м.